# 王岘镇
王岘镇，是中华人民共和国甘肃省白银市白银区下辖的一个乡镇级行政单位。

## 行政区划
王岘镇下辖以下地区：
五星村、红星村、三合村、东星村、东台村、崖渠村和雒家滩村。